# Helena Lubomirska
Helena Lubomirska (ur. 6 stycznia 1783 – zm. 14 sierpnia 1876 we Vranovie nad Dyją) – księżna, malarka, tworzyła głównie miniatury portretowe i portrety. Pięć z nich znajdowało się na wystawie we Lwowie w 1912 roku. 

## Życiorys
Była córką Józefa Aleksandra Lubomirskiego oraz Ludwiki Sosnowskiej, siostrą Henryka i Fryderyka Wilhelma. 19 marca 1807 została żoną hrabiego Stanisława Adama Mniszka. Z tego małżeństwa na świat przyszło troje dzieci córki: Felicja (1810-1855), Ludgarda (1823-1911) żona Edwarda Stadnickiego oraz syn Adam (ok 1820-1844). Mieszkała z rodziną na przemian w Krysowicach, Vranovie, Rownie, ale także we Włoszech, Paryżu i swoim wiedeńskim domu.
Księżna wykazywała duże zainteresowanie kulturą - we Vranovie rozbudowała zamkową bibliotekę, przede wszystkim francusko- i niemieckojęzyczną. Założyła własną scenę teatralną, którą wyposażyła w dekoracje i rekwizyty oraz organizowała na niej spektakle teatralne.
Po śmierci męża w 1846 r. wybrała Vranov na swoją wdowią rezydencję, w której pozostała przez kolejne trzydzieści lat. Poświęciła się m.in. rozległym przebudowom parku leśnego, w którym zbudowała rodzinne pomniki, świątynie, kaplice, konserwowała i wspierała kościoły, działała charytatywnie. Nawiązała kontakty z bratankiem Jerzym Lubomirskim, absolwentem Uniwersytetu Praskiego, pansłowianem, który w 1848 roku był zastępcą burmistrza Kongresu Wszechsłowiańskiego w Pradze.
Zmarła w wieku 93 lat na zamku we Vranovie 14 sierpnia 1876, i została pochowana w murowanym sarkofagu grobowca zamkowego pod kaplicą.
Helena była damą Krzyża Gwiaździstego, odznaczono ją także Orderem św. Jana Jerozolimskiego.

## Twórczość

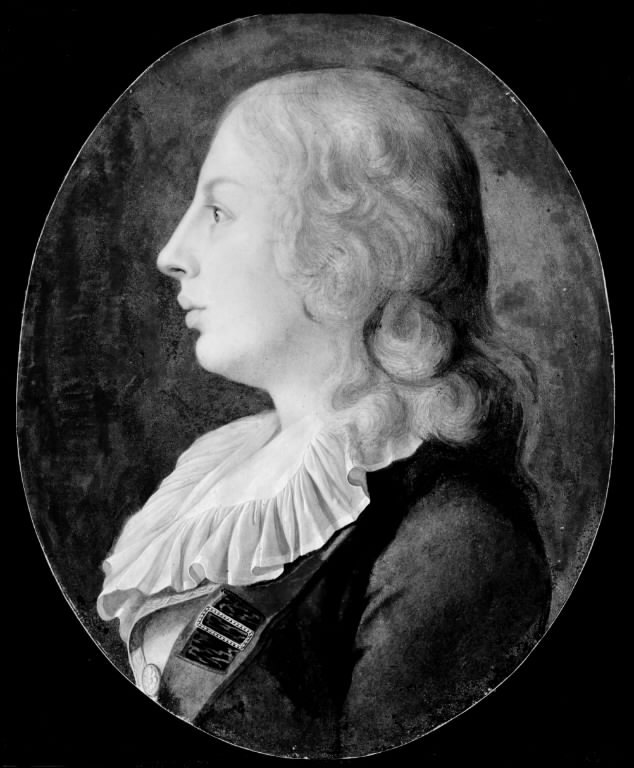
Portret kobiety, znajduje się w Statens Museum for Kunst.
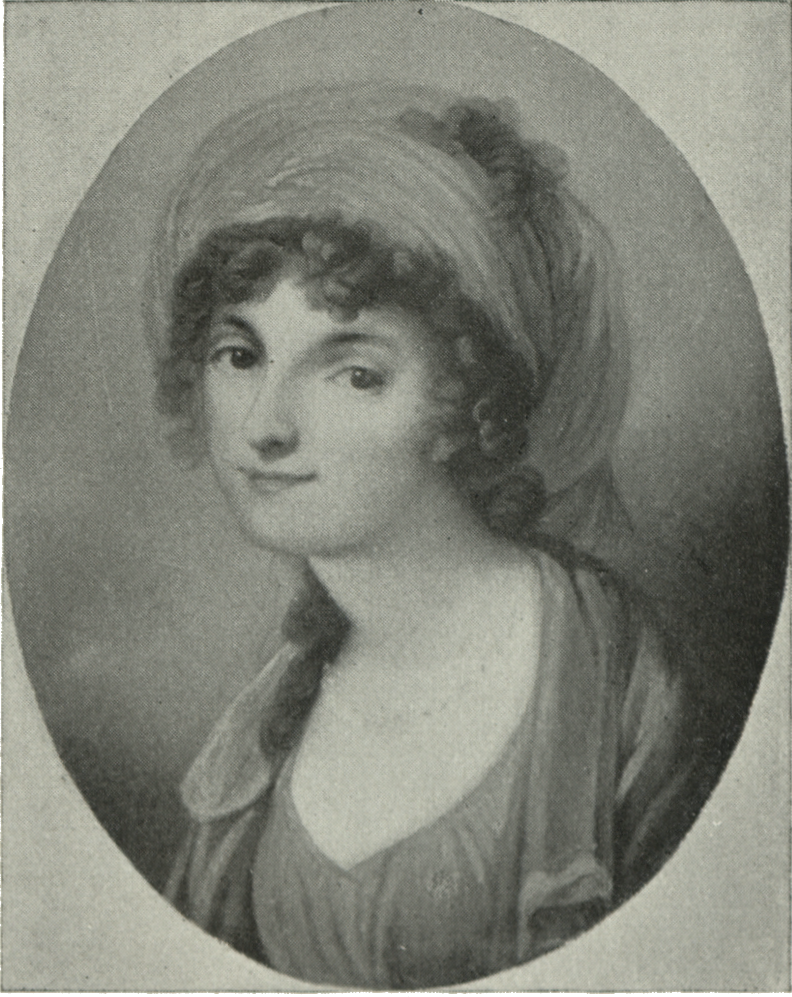
Stanisławowa Jabłonowska, obraz znajdował się na wystawie we Lwowie w 1912 roku.
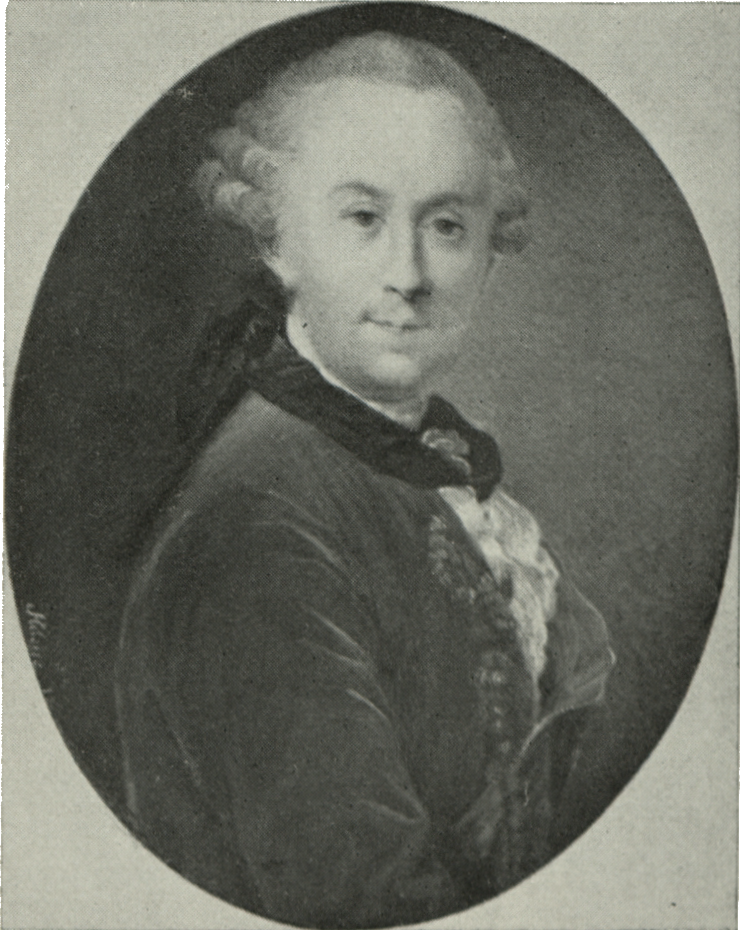
Stanisław Lubomirski (marszałek wielki koronny), obraz znajdował się na wystawie we Lwowie w 1912 roku.